# Mas d'en Gaula
El Mas d'en Gaula és un veïnat del terme comunal de Angostrina i Vilanova de les Escaldes, a la comarca nord-catalana de l'Alta Cerdanya.
És a prop al nord del nucli de la Part Petita, del poble d'Angostrina, al qual pertany.
Originalment era un mas aïllat, al voltant del qual es va anar formant l'actual veïnat.